# Isotoma petraea
Isotoma petraea är en klockväxtart som beskrevs av Ferdinand von Mueller. Isotoma petraea ingår i släktet Isotoma och familjen klockväxter. Inga underarter finns listade i Catalogue of Life.

## Bildgalleri

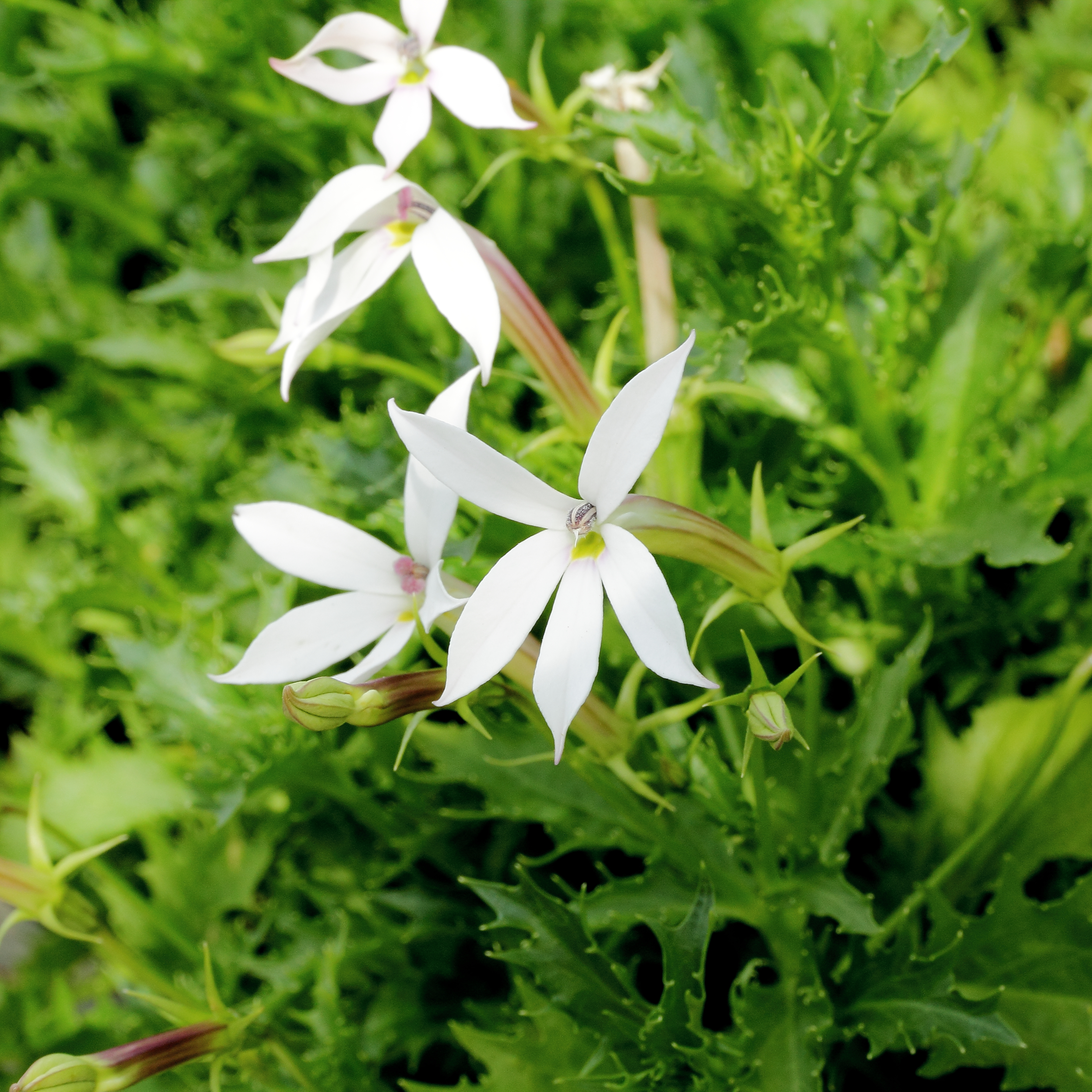
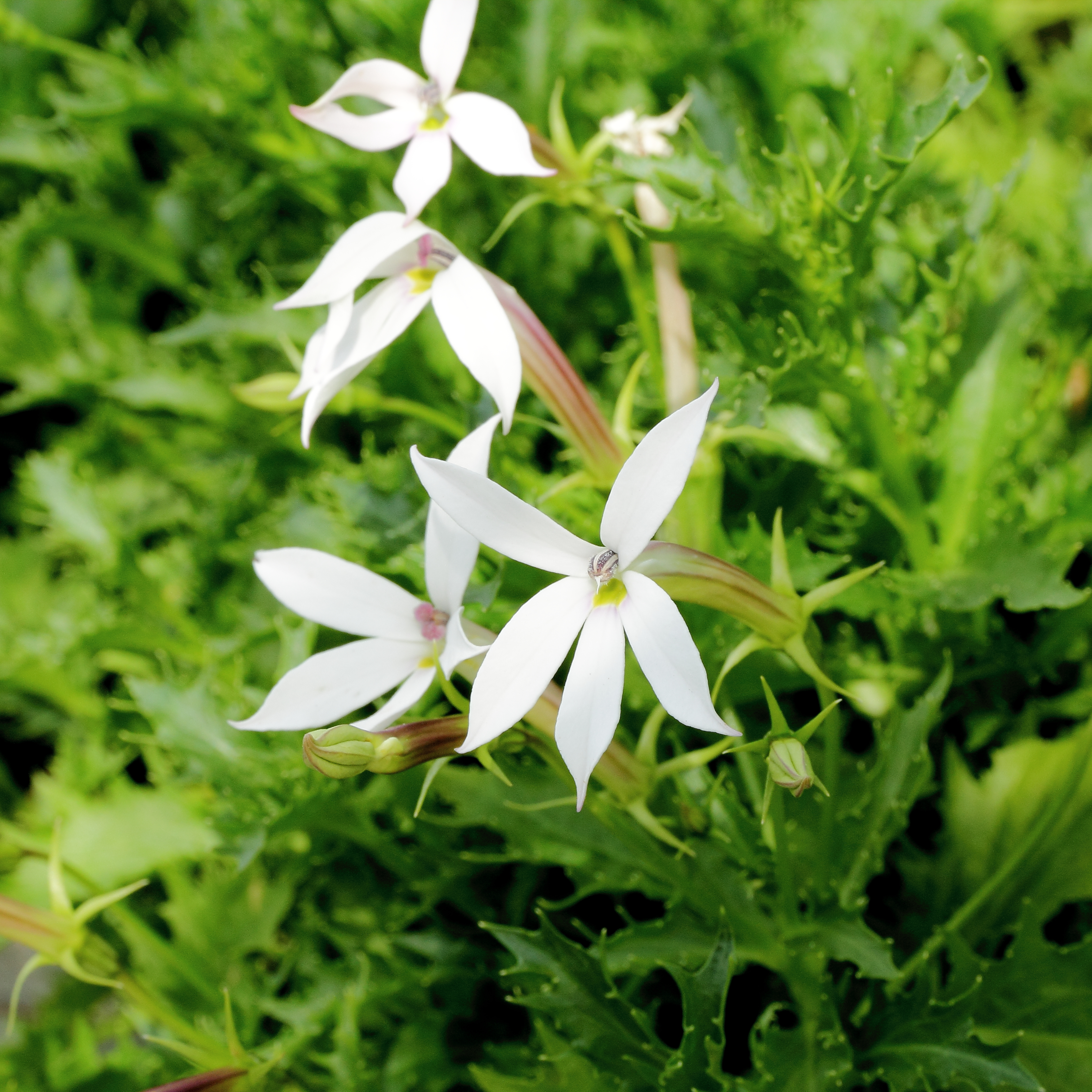
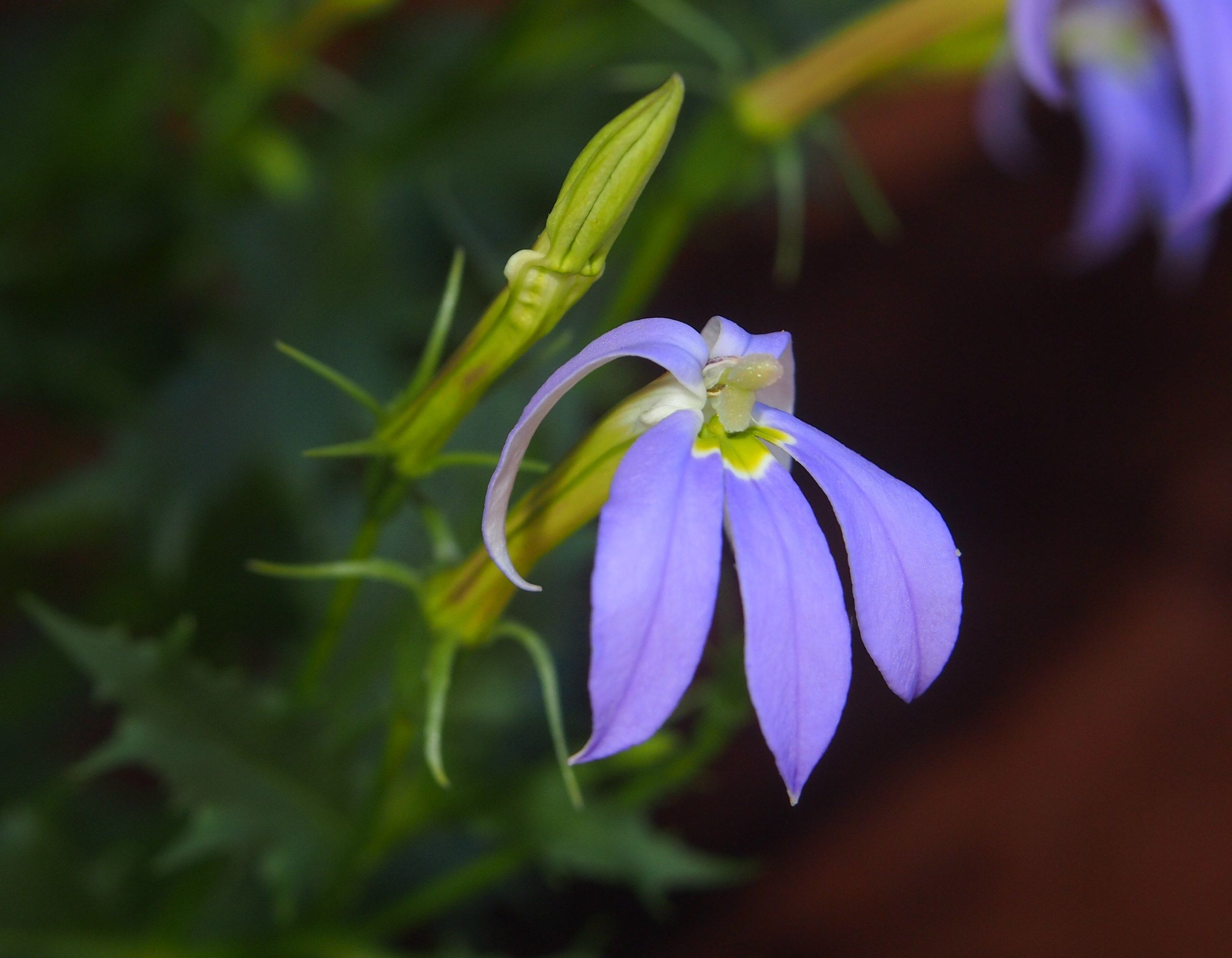
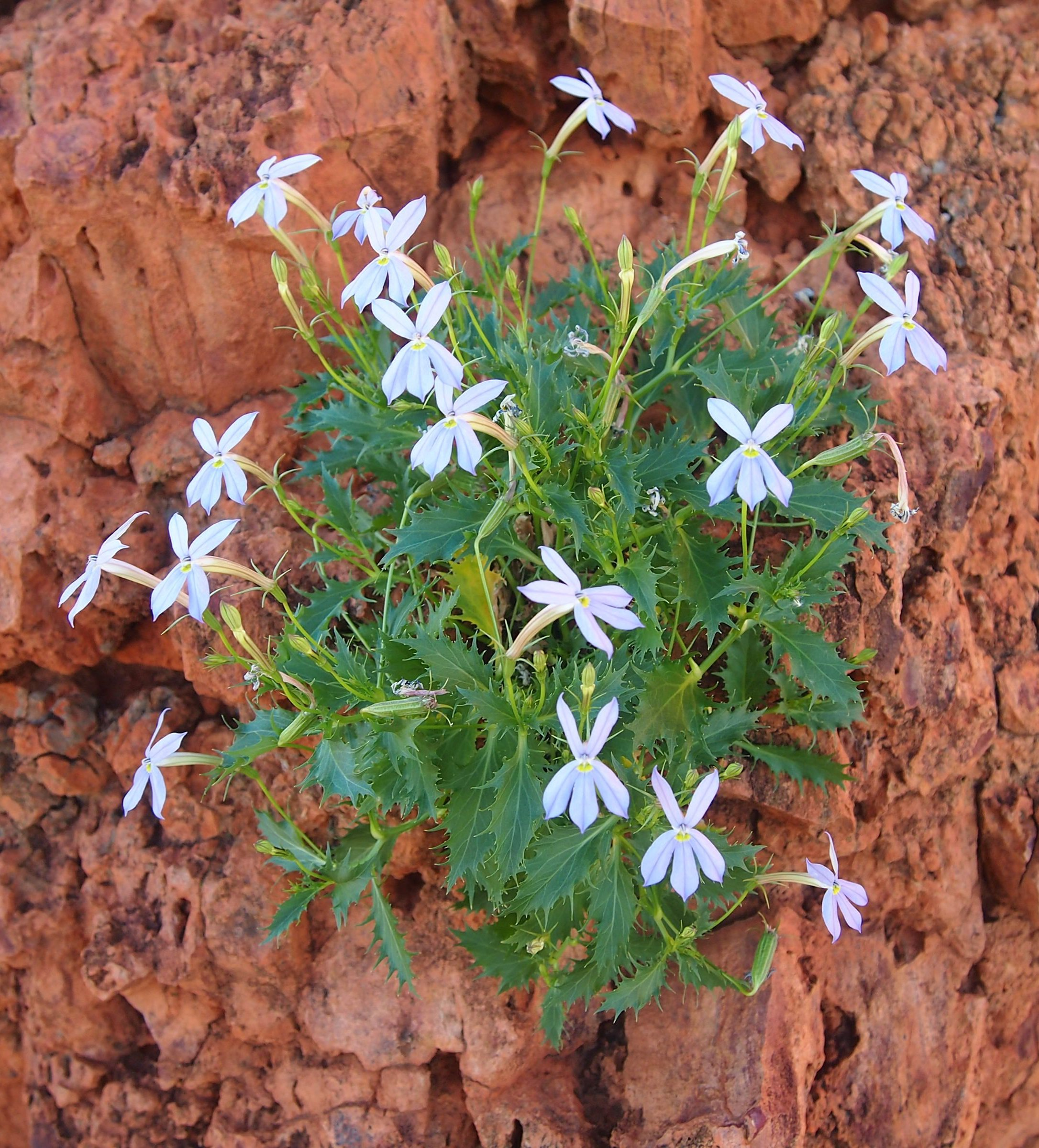
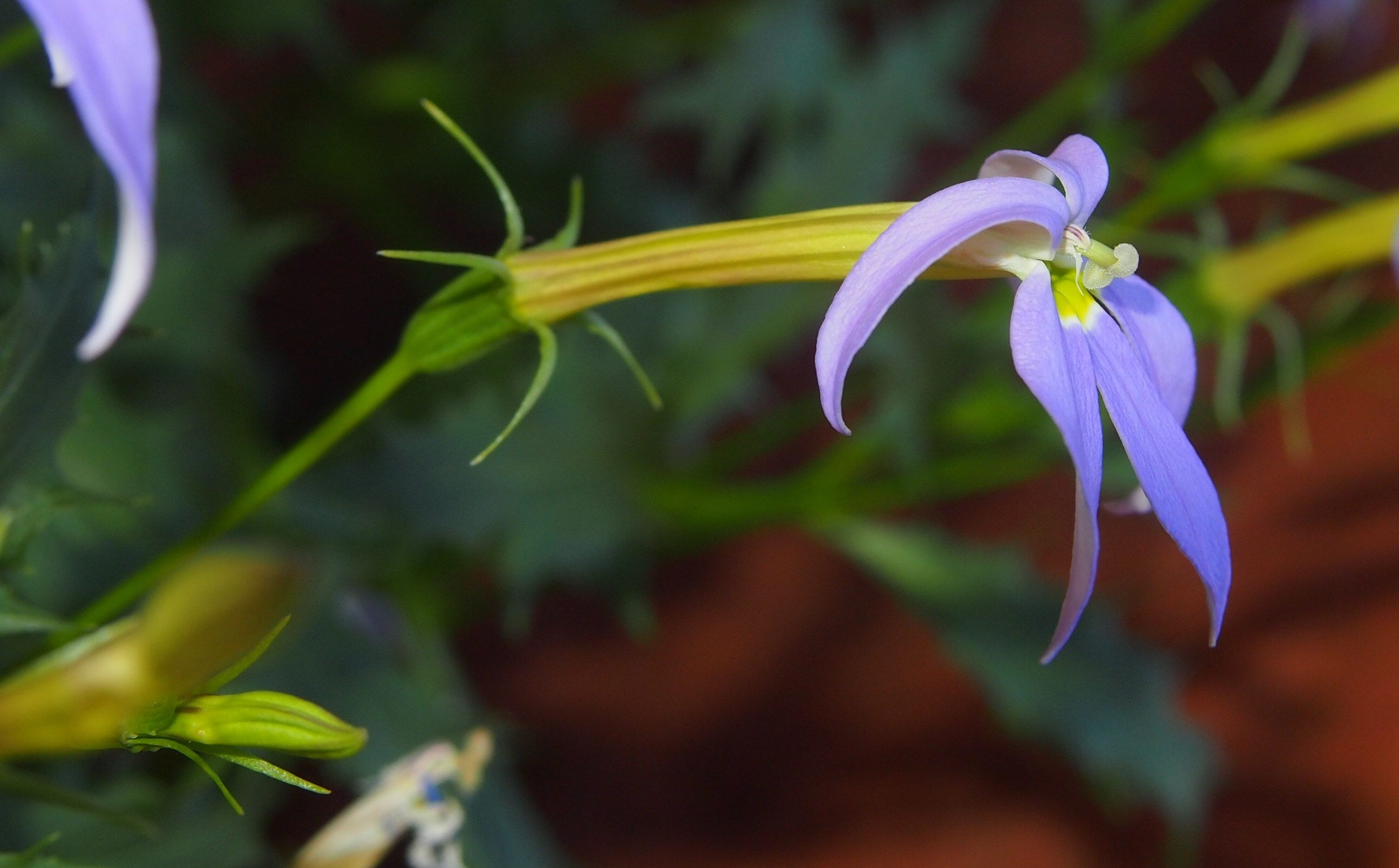